# Arnold Kirke-Smith
Arnold Kirke-Smith (Ecclesfield, 23 aprile 1850 – 8 ottobre 1927) è stato un calciatore inglese, di ruolo attaccante, che prese parte alla prima partita internazionale riconosciuta ufficialmente.

## Carriera
Diviene il capitano della squadra di calcio dell'Università di Oxford, noto come un attaccante potente e rapido. Nel 1872 gioca la partita Scozia-Inghilterra a Glasgow, nonostante in precedenza avesse giocato alcuni incontri a Londra con la Nazionale scozzese in sfide non ufficiali tra le due nazionali.
Nella finale di FA Cup 1873-1874 Kirke-Smith inizia l'incontro giocando da portiere ma dopo aver subito la prima rete decide di proseguire il match giocando da attaccante: la sfida si conclude sul 2-0 per i Wanderers, che vincono il trofeo.
Gioca degli incontri per la Sheffield FA e nello Sheffield FC.
Successivamente diviene un sacerdote nel 1875. Trasferitosi a Somersham, Cambridgeshire, diviene vicario nel 1883. Nel 1889 viene nominato vicario a Boxworth dove rimane fino alla sua morte.
Nel 1998, la maglia di lana che indossava nel primo incontro internazionale è stata venduta all'asta per 21.000 sterline.